# Ной-Кёнигзауэ
Ной-Кёнигзауэ (нем. Neu Königsaue) — посёлок в Германии, в земле Саксония-Анхальт, входит в район Зальцланд в составе городского округа Ашерслебен.
Население составляет 343 человека (на 31 декабря 2007 года). Занимает площадь 9,16 км².

## История
Ной-Кёнигзауэ был образован 7 октября 1967 года в 1,5 км от посёлка Кёнигзауэ (нем. Königsaue), который был снесён при разработке угольного месторождения.
1 января 2009 года, после проведённых реформ, Ной-Кёнигзауэ вошёл в состав городского округа Ашерслебен в качестве района.

## Галерея

Ной-Кёнигзауэ на карте городского округа
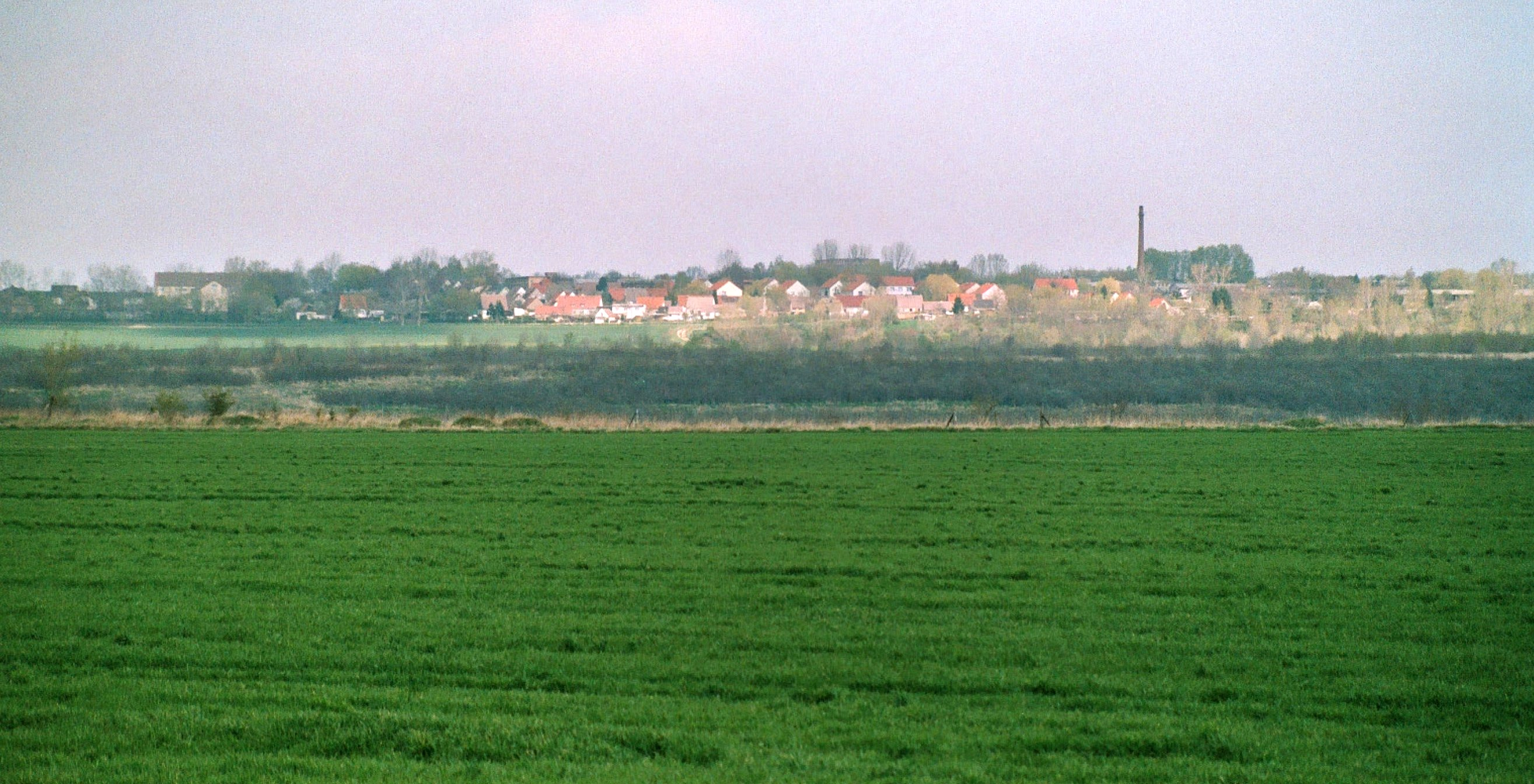
Вид на Ной-Кёнигзауэ